# Kästchen mit Szenen der Josefsgeschichte
Das Kästchen mit Szenen der Josefsgeschichte ist ein Werk der byzantinischen Elfenbeinkunst, das in einer Werkstatt in Konstantinopel gefertigt wurde. Es wird in die mittelbyzantinische Zeit datiert, ins 10./11. Jahrhundert. Zwei Friesteile der Längsseiten besitzt das Museum für Byzantinische Kunst in Berlin (Inv. Nr. 568 und 569), eine Deckelplatte befindet sich im British Museum in London (Inv. Nr. 1901,1230.1). Die Seitenteile haben die Abmessungen 7,5 × 20,5 cm bzw. 7,5 × 21 cm. Möglicherweise diente das Kästchen zur Aufbewahrung von Reliquien oder liturgischem Gerät.
Die beiden Seitenplatten wurden schon 1854 für die Königliche Kunstkammer in Berlin erworben. Die Deckelplatte dagegen war im 13. Jahrhundert in den Einband einer Handschrift von Parceval le Galois eingearbeitet worden und wurde 1901 bei Sotheby’s vom British Museum erworben.

## Beschreibung
Dargestellt ist die biblische Josefsgeschichte.

### Erste Längsseite

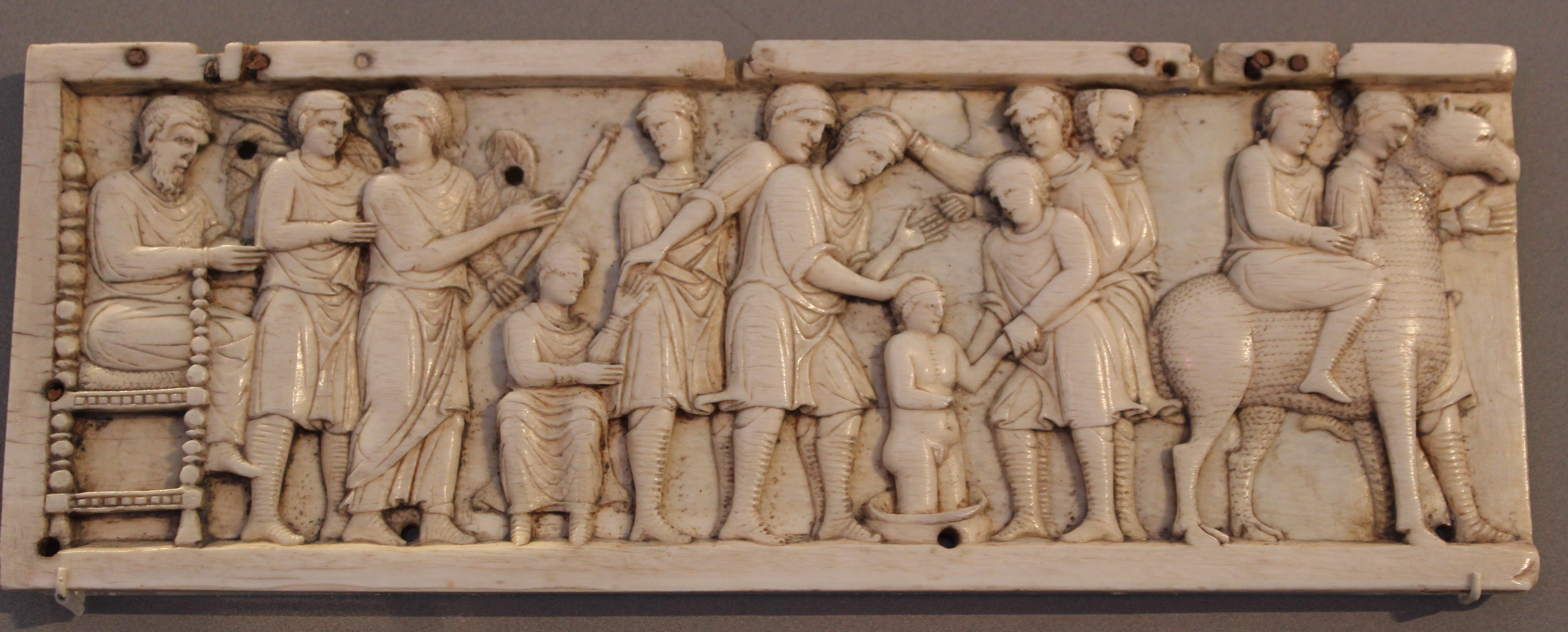
Erste Längsseite: Ohnmächtiger Josef

Die Handlung wird in einzelne Szenen aufgeteilt. Sie beginnt am linken Rand: Jakob, der auf einem Lehnsessel sitzt, entsendet seinen Lieblingssohn Josef, um nach seinen Brüdern zu sehen. Josef wird von einem Schutzengel begleitet.
Die nachfolgende Szene zeigt, wie Josef von den Brüdern an ismaelitische Händler verkauft wird. Ein Bruder zieht den Josef aus der Zisterne heraus, in die man ihn gestoßen hatte, während einer der Kaufleute Josef die Hand auf den Kopf legt zum Zeichen, dass er ihn als Sklaven erworben hat. Im Hintergrund findet die Geldübergabe statt. Am rechten Bildrand sieht man noch, wie Josef, auf einem Kamel sitzend, abgeführt wird.

### Zweite Längsseite

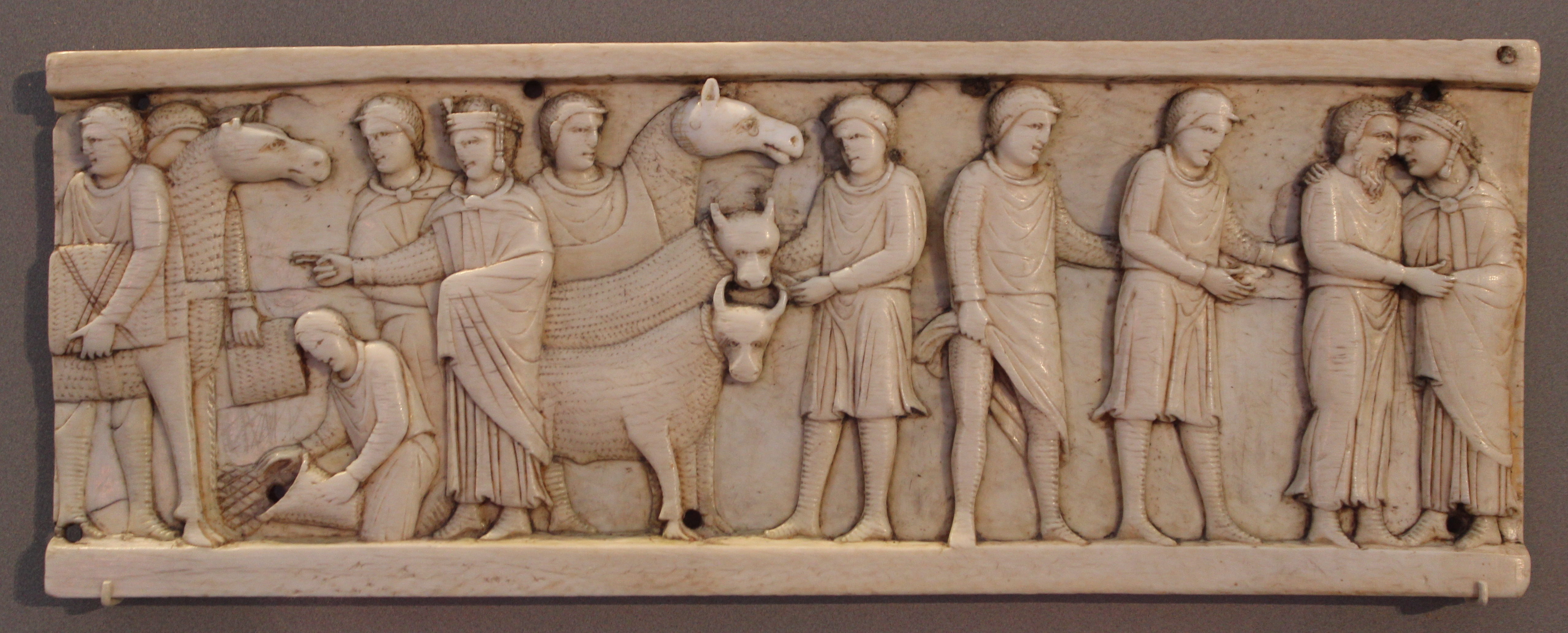
Zweite Längsseite: Mächtiger Josef

Hier ist der Betrachter schon im zweiten Teil der Josefsgeschichte; Josef, der als Sklave nach Ägypten kam, ist dort zu einem mächtigen Mann aufgestiegen. Seine herrschaftliche Kleidung und sein Kopfschmuck unterscheiden ihn von den anderen dargestellten Personen. Die linke Szene zeigt „Joseph den Ernährer“, der in der Hungersnot Getreide an die Bevölkerung austeilt und dafür das Vieh der Ägypter als Zahlung annimmt. Die rechte Szene zeigt Josefs Wiedersehen mit seinem Vater.

### Deckelplatte
Die Deckelplatte (9 × 17,5 cm) bietet zwei Szenen am Ende der Josefsgeschichte. Vor seinem Tode segnet der greise Jakob die beiden Söhne Josefs und seiner ägyptischen Frau, wobei er die Arme kreuzt, um Ephraim, dem Jüngeren, einen Vorzug vor Manasse, dem älteren Sohn zu geben. Auf der rechten Bildseite liegt Jakob auf dem Totenbett. Josef nimmt Abschied von seinem Vater, während andere Brüder im Hintergrund stehen.